# Bertrand Gallicher
Bertrand Gallicher est un journaliste français, spécialiste des relations franco-allemandes, grand reporteur à la rédaction de France Inter depuis 2011.

## Biographie
Après des études de droit et de sciences politiques, Bertrand Gallicher est d'abord journaliste dans plusieurs radios locales, à RFM et à RMC Moyen-Orient, et entre à Radio France en 1982.
En 1989 il rejoint la rédaction de France Info peu après sa création, en qualité de présentateur des éditions matinales puis de la soirée, et ce pendant dix ans. Entre 1999 et 2006, il devient responsable de rubrique au sein du service Monde de la rédaction de la station d'information continue.
En février 2006, Bertrand Gallicher est nommé Envoyé spécial permanent de Radio France à Berlin. En poste dans la capitale allemande jusqu'en juin 2010 et son remplacement par Lise Jolly, il couvrira notamment les vingt ans de la chute du mur de Berlin et la journée spéciale que Radio France y consacra le 9 novembre 2009. De cette expérience il tirera deux ouvrages : L'Allemagne au pied du mur (2009) et France-Allemagne, un marché de dupes ? (2013).
De retour en France, il intègre en janvier 2011 le service Étranger de la rédaction de France Inter comme grand reporteur, suivant l'actualité internationale et particulièrement les relations franco-allemandes depuis Paris, Berlin et Bruxelles.